# Anthaxia cyaneonigra
Anthaxia cyaneonigra es una especie de escarabajo del género Anthaxia, familia Buprestidae. Fue descrita científicamente por Svoboda en 1995.